# Kollafjørður
Kollafjørður (duń. Kollefjord) – osada na Wyspach Owczych, położona na wschodnim wybrzeżu wyspy Streymoy, licząca obecnie (I 2015 r.) 750 mieszkańców.

## Krótki opis
Wioska rozciąga się na przestrzeni około 10 km, co powoduje jej znaczne rozproszenie. W lipcu odbywa się tu festiwal Sundalagsstevna. Kościół parafialny pochodzi z roku 1837.

## Demografia
Według danych Urzędu Statystycznego (I 2015 r.) jest szesnastą co do wielkości miejscowością Wysp Owczych.